# أرتحششتا الأول
أرتحششتا الأول (بالفارسية: اردشیر یکم) هو خامس ملوك الإمبراطورية الأخمينية، تولى الحكم من سنة 465-424 ق م، تولى الحكم بعد والده خشایارشا الأول حيث كان ثالث أكبر أبنائه، وفي عصره حدثت عدة ثورات ضد الفُرس في مصر و اليونان إلا أنه تمكن من قمعها حسب سفر عزرا و سفر نحميا كان من الملوك ألذين سمحوا لليهود بالعودة لأورشليم.

## الخلافة على العرش
تختلف المصادر حول تاريخ ميلاد أرتحششتا الأول حيث ترجح بعضها ميلاده في عهد جده داريوس الأول، لابن الإمبراطور ووريثه، زركسيس الأول. في عام 465 قبل الميلاد، قتل زركسيس الأول على يد هزارابات ("قائد الألف") أرتابانوس، قائد الحارس الشخصي الملكي وأقوى مسؤول في البلاط الفارسي، بمساعدة خصي، أسباميتريس.  يقدم المؤرخون اليونانيون روايات متناقضة للأحداث. وفقا ل Ctesias (في Persica 20)، اتهم أرتابانوس بعد ذلك ولي العهد الأمير داريوس، الابن الأكبر لزيركسيس، بالقتل، وأقنع أرتحشستاكسيس بالانتقام من القتل عن طريق قتل داريوس. ولكن وفقا لأرسطو (في السياسة 5.1311ب)، قتل أرتابانوس داريوس أولا ثم قتل زركسيس. بعد أن اكتشف أرتحشستركيس جريمة القتل، قتل أرتابانوس وأبنائه. [